# غريس هاريس
غريس هاريس (18 سبتمبر 1993 في أستراليا - ) (بالإنجليزية: Grace Harris)‏ هي لاعبة كريكت أسترالية. شاركت مع منتخب أستراليا الوطني للكريكت.

## وصلات خارجية
- غريس هاريس على موقع إي آس بي آن كريك إنفو (الإنجليزية)